# Johnny Davis (cestista 2002)
Jonathan Christian Davis, detto Johnny (La Crosse, 27 febbraio 2002), è un cestista statunitense, professionista con i Memphis Grizzlies nella NBA.

## Biografia
È il figlio dell'ex cestista Mark Davis.

## Carriera

### Club
Dopo aver trascorso due stagioni con i Wisconsin Badgers, nel 2022 si dichiara per il Draft NBA, venendo selezionato con la decima scelta assoluta dai Washington Wizards.

### Nazionale
Con la nazionale Under-19 statunitense ha vinto i Mondiali di categoria del 2021.

## Statistiche

### NCAA
| Anno      | Squadra           | PG | PT | MP   | TC%  | 3P%  | TL%  | RP  | AP  | PRP | SP  | PP   |
| --------- | ----------------- | -- | -- | ---- | ---- | ---- | ---- | --- | --- | --- | --- | ---- |
| 2020-2021 | Wisconsin Badgers | 31 | 0  | 24,3 | 44,1 | 38,9 | 72,7 | 4,1 | 1,1 | 1,1 | 0,6 | 7,0  |
| 2021-2022 | Wisconsin Badgers | 31 | 31 | 34,2 | 42,7 | 30,6 | 79,1 | 8,2 | 2,1 | 1,2 | 0,7 | 19,7 |
| Carriera  | Carriera          | 62 | 31 | 29,3 | 43,1 | 32,5 | 77,9 | 6,2 | 1,6 | 1,1 | 0,7 | 13,4 |

#### Massimi in carriera
- Massimo di punti: 37 vs Purdue (3 gennaio 2022)[7]
- Massimo di rimbalzi: 15 (2 volte)
- Massimo di assist: 5 (4 volte)
- Massimo di palle rubate: 4 (2 volte)
- Massimo di stoppate: 4 vs Iowa State (20 marzo 2022)
- Massimo di minuti giocati: 41 vs Indiana (7 gennaio 2021)

### NBA

#### Regular Season
| Anno      | Squadra       | PG  | PT | MP   | TC%  | 3P%  | TL%  | RP  | AP  | PRP | SP  | PP  |
| --------- | ------------- | --- | -- | ---- | ---- | ---- | ---- | --- | --- | --- | --- | --- |
| 2022-2023 | Wash. Wizards | 28  | 5  | 15,1 | 38,6 | 24,3 | 51,9 | 2,3 | 1,0 | 0,4 | 0,3 | 5,8 |
| 2023-2024 | Wash. Wizards | 50  | 6  | 12,3 | 40,3 | 35,0 | 58,3 | 1,4 | 0,6 | 0,4 | 0,2 | 3,0 |
| 2024-2025 | Wash. Wizards | 34  | 0  | 7,1  | 41,0 | 24,1 | 60,0 | 1,1 | 0,3 | 0,4 | 0,2 | 2,4 |
| Carriera  | Carriera      | 112 | 11 | 11,4 | 39,7 | 27,3 | 56,1 | 1,6 | 0,6 | 0,4 | 0,2 | 3,5 |

#### Massimi in carriera
- Massimo di punti: 20 (2 volte)[8]
- Massimo di rimbalzi: 8 (2 volte)
- Massimo di assist: 8 vs Houston Rockets (9 aprile 2023)
- Massimo di palle rubate: 2 (3 volte)
- Massimo di stoppate: 2 (3 volte)
- Massimo di minuti giocati: 40 vs Houston Rockets (9 aprile 2023)

### G League
| Anno      | Squadra          | PG | PT | MP   | TC%  | 3P%  | TL%  | RP  | AP  | PRP | SP  | PP   |
| --------- | ---------------- | -- | -- | ---- | ---- | ---- | ---- | --- | --- | --- | --- | ---- |
| 2022-2023 | Capital C. Go-Go | 32 | 23 | 26,9 | 40,4 | 33,1 | 79,5 | 3,9 | 1,8 | 1,1 | 0,5 | 12,0 |
| 2023-2024 | Capital C. Go-Go | 6  | 5  | 27,8 | 36,1 | 21,1 | 66,7 | 4,0 | 2,7 | 2,0 | 0,5 | 8,5  |
| Carriera  | Carriera         | 38 | 28 | 27,1 | 39,8 | 31,5 | 78,7 | 4,0 | 1,9 | 1,3 | 0,5 | 11,5 |

## Palmarès
- Jerry West Award (2022)